# Nyssa (Oregon)
Nyssa é uma cidade localizada no estado norte-americano de Oregon, no Condado de Malheur.

## Demografia
Segundo o censo norte-americano de 2000, a sua população era de 3163 habitantes.
Em 2006, foi estimada uma população de 3053, um decréscimo de 110 (-3.5%).

## Geografia
De acordo com o United States Census Bureau tem uma área de
3,0 km², dos quais 3,0 km² cobertos por terra e 0,0 km² cobertos por água. Nyssa localiza-se a aproximadamente 664 m acima do nível do mar.

## Localidades na vizinhança
O diagrama seguinte representa as localidades num raio de 20 km ao redor de Nyssa.